# Cápsula (Band)
Cápsula ist eine argentinische Rockband, die 1998 gegründet wurde. Ihr Name, der „Kapsel“ auf Spanisch bedeutet, ist inspiriert von dem Lied Space Oddity von David Bowie.

## Geschichte
Noch bevor sie ein Album veröffentlicht hatten, spielte die Band in verschiedenen europäischen Clubs und begeisterte das Publikum mit ihren rohen und energetischen Live-Auftritten. Im Laufe ihrer Karriere erregte Cápsula die Aufmerksamkeit des Produzenten Tony Visconti, der für seine Arbeit mit David Bowie und T. Rex bekannt ist. Visconti war von ihrer Musik beeindruckt und produzierte ihr Album Solar Secrets im Jahr 2013. Das Album wurde von der Kritik gelobt; die Zeitschrift Rolling Stone beschrieb es als „garage-glam heaven on a platter“.
Cápsula erlangte schnell Bekanntheit für ihre intensiven Live-Auftritte und ihren einzigartigen Stil. Die Band tourte ausgiebig durch Europa, die USA und Südamerika und spielte mit Künstlern wie Iggy Pop, Os Mutantes und Pearl Jam. Ihre Musik ist eine Mischung aus Garage Rock, Punk, Psychedelic Rock und Stoner Rock.
Im Jahr 2024, anlässlich ihres 25-jährigen Jubiläums, veröffentlichten sie das Album Primitivo Astral. Es wurde in ihrem eigenen Studio, Silver Recordings, in Bilbao aufgenommen, gemischt und gemastert.

## Diskografie
Alben
- 1999: Sublime (La Nena Records)
- 2000: Yudoka (La Nena Records)
- 2002: Capsula (DDT Diskak)
- 2006: Songs & Circuits (Discos Liliput)
- 2009: Rising Mountains (BCore)
- 2011: In the Land of Silver Souls (BCore)
- 2012: Dreaming of the Rise and Fall of Ziggy Stardust and the Spiders from Mars (Gaztelupeko Hotsak)
- 2013: Solar Secrets (Krian Music Group)
- 2015: Dead or Alive (Gaztelupeko Hotsak)
- 2016: Santa Rosa (Gaztelupeko Hotsak)
- 2019: Bestiarium (Gaztelupeko Hotsak)
- 2021: Phantasmaville (Silver Recordings)
- 2024: Primitivo Astral (Silver Recordings)